# 이홍렬 (정치인)
이홍렬(李泓烈, )은 대한민국의 정치인, 외교관이었다. 국무총리 장면의 비서로 수행했다. 제2공화국 당시 장면의 의전수석비서관이자 보좌관이었다.

## 이력
- 주미한국대사관 직원
- 1951년 국무총리실 비서관
- 제6차 유엔 총회 한국 대표단 수행원
- 1956년 5월 16일 장면의 외신기자 인터뷰 수행
- 장면의 의전수석비서관
- 국무총리 특별보좌관
- 5․16 군사 정변으로 사퇴
- 미국 LA로 이민

## 같이 보기
- 제2공화국
- 제1공화국
- 장면
- 윤보선
- 곽상훈
- 김입삼
- 박순천
- 선우종원
- 장준하
- 정일형
- 정헌주
- 주요한
- 현석호